# Semmé

Semmé (eller Seme) är en ort i nordöstra Senegal. Den ligger i regionen Matam och hade 6 891 invånare vid folkräkningen 2013.